# Thelepus pulvinus
Thelepus pulvinus är en ringmaskart som beskrevs av Anne D. Hutchings 1990. Thelepus pulvinus ingår i släktet Thelepus och familjen Terebellidae. Inga underarter finns listade i Catalogue of Life.